# Karl Bierschel
Karl Bierschel (* 1. März 1932 in Krefeld; † 21. November 2019 ebenda) war ein deutscher Eishockeyspieler.

## Sportliche Karriere
Karl Bierschel spielte von 1946/1947 bis 1962/1963 für den Krefelder EV von 1936, mit dessen erster Mannschaft er 1951/52 deutschen Meister wurde. Mit der Nachwuchsmannschaft des KEV, für die er ab 1946/47 spielte, gewann er 1948 und 1949 ebenfalls den deutschen Meistertitel.
International stand er 46-mal im Kader der deutschen Eishockeynationalmannschaft zwischen 1951 und 1956, wo er
- an den Olympischen Winterspielen 1952 und 1956 und
- an den Eishockey-Weltmeisterschaften 1953, wo mit ihm die Vizeweltmeisterschaft erreicht wurde, und 1955

teilnahm.
Er ist Mitglied der Hockey Hall of Fame Deutschland des deutschen Eishockeymuseum.

## Leben
Neben seiner sportlichen Laufbahn war Karl Bierschel der Inhaber einer Metzgerei in Krefeld.